# 斯蒂芬·加拉徹
斯蒂芬·加拉徹，MBE（Stephen James Gallacher，1974年11月1日—）是蘇格蘭的一位職業高爾夫選手，參加歐巡賽的比賽。加拉徹在1996年首次參加歐巡賽的賽事。2004年，他在登喜路林克斯錦標賽首次獲得歐巡賽的冠軍。2013年，他在杜拜沙漠精英賽第二次獲得歐巡賽的冠軍。2014年，他在杜拜沙漠精英賽成功衛冕，獲得第三個歐巡賽冠軍。

## 外部連結
- 斯蒂芬·加拉徹在歐洲巡迴賽官方網站
- 斯蒂芬·加拉徹在男子高爾夫世界排名的官方網站